# Зооветтехникум
Зооветтехникум — посёлок в Краснокутском районе Саратовской области России, в составе городского поселения Муниципальное образование город Красный Кут. Посёлок-спутник города Красный Кут. 

## География
Расположен в 5,8 км от центра Красного Кута на правом берегу реки Еруслан.
Население —  367 человек (2010).

## Население
| 2002 | 2010 |
| ---- | ---- |
| 423  | ↘367 |

Национальный состав
Согласно результатам переписи 2002 года большинство населения составляли русские (79 %).